# Лакташи (община)
Община Лакташи (на сръбски: Општина Лакташи) е разположена в Република Сръбска, част от Босна и Херцеговина. Неин административен център е град Лакташи. Общата площ на общината е 388.17 км2. Населението ѝ през 2004 година е 40 311 души.